# Szemere Pál (költő)
Szemerei Szemere Pál (Pécel, 1785. február 19. – Pécel, 1861. március 14.) magyar költő, író, a Magyar Tudományos Akadémia és a Kisfaludy Társaság tagja.
Első költői kísérletei a Magyar Hírmondóban, 1802–1804-ben, költeményei, cikkei a 19. század első felében és az 1850-es években a legtöbb szépirodalmi és vegyes tartalmú lapban, folyóiratban és évkönyvben jelentek meg; ezeken kívül egy ódája a Magyar Kurirban, a Tavaszi Virágokban.

## Életpályája
Szemere Ferenc és Fáy Sára fia; Budán, a Krisztinavárosban nevelkedett, ahol apja a magyar királyi helytartótanács ügyviselője volt.  Iskoláit Budán, Kiskunhalason, Nagykőrösön, Pápán, Sárospatakon, Pozsonyban és ismét Patakon járta 1791–1804 között.
Első versei 1802-ben jelentek meg a Magyar Kurírban, majd 1805-ben Bozóky István ügyvéd és költő Tavaszi virágok című gyűjteményében.
1805-ben királyi táblai jegyzőnek esküdött fel. 1808. június 4-én ügyvédi vizsgát tett. 1808–09-ben Schedius esztétikai előadásait hallgatta a pesti egyetemen; ekkor alakult szoros barátsága Horvát Istvánnal és Vitkovics Mihállyal, kialakítva az úgynevezett triászt, ami maradandó nyomokat hagyott irodalmunk történetében; Kazinczy Ferenccel rendszeres levelezésbe kezdtek; ekkor ismerkedett meg Kölcsey Ferenccel is, aki egyesek szerint szerelmes volt belé. 1810-ben munkatársa volt Kultsár Istvánnak, a Hazai és Külföldi Tudósítások szerkesztőjének; számára az akkor nagyhírű Neuwieder Zeitungot, a Tudósítások melléklapjaként fordította. 1811-ben Vida László segédje volt a magyar színháznál. 1817-ben Jenkowich Miklóssal, Fejér Györggyel és Horvát Istvánnal megalapította a Tudományos Gyűjteményt. 1818-tól 1829-ig Pest vármegye tisztikarában működött mint második alügyész. 1828-ban egyik tagja volt a nádor által kinevezett bizottságnak, amely az Akadémia tervrajzát készítette. 1831. február 16-án az MTA rendes tagjává választották a nyelvtudományi osztályba. A Kisfaludy Társaságnak 1840. február 1-jén lett tagja. Kizárólag az irodalomnak és művészetnek élt. Pesten és Pécelen lakott, ahol 1861. március 14-én meghalt. A Magyar Tudományos Akadémián Kazinczy Gábor tartott fölötte emlékbeszédet, az 1864. januári közgyűlésen.

## Emlékezete
- Utca őrzi a nevét Budapest V. kerületében és Pécelen.
- Pécelen általános iskolát neveztek el róla.

## Művei
1. Alkalmi versdarabkák, Pozsony, 1802–1804
2. Poétai zsengék, Pest, 1806
3. Az új holmi első csomójának kritikai megitéltetése, Pest, 1810
4. Gedicht an den Herrn Ladislaus Vida von Felső-Pencz und Fegyvernek, als derselbe die Direction der ungr. Nation. Schauspiel-Gesellschaft übernahm, und auf eigene Kosten ein Theater errichtete. Pest, 1. Hornung 1809. Übersetzt von (ford.) Andreas Halitzky. Tekintetes Vida László úrhoz Sz. Szemere Pál, Buda, 1810 (magyar és német szöveggel)
5. Hat sonett. Kazinczytól és Szemerétől. Kiadta Horvát István, Pest, év nélkül (1811)
6. Dalok azoknak a kik szeretnek. Hely és év nélkül (1812, kétféle kiadás létezik, eltérő szöveggel)
7. Felelet a Mondolatra néhai Bohogyi Gedeon úrnak. Pest, 1815 (Kölcsey Ferenccel írta 1814-ben, nemcsak a nyelvújítás, hanem általában az irodalmi nemesebb izlés érdekében. Somogyi Gedeonnak erre vonatkozó válasza az „Értekezés a magyar verselés módjáról” című munkájában jelent meg). Szemere, Pál and Kölcsey, Ferenc (1898) Felelet a Mondolatra : Pesten 1815. Régi magyar könyvtár (11). Franklin, Budapest.
8. A párisi adós, vígjáték 4 felvonásban. N. után franciából ford., Buda, 1841 (Színműtár II. kötet 19. sz. Előadták Pesten 1839. december 10-én, 13-án, 1840. február 24-én)
9. Dithiramb-Argyérus és Talány-Ábrándok, melyeket elverselt egy tudós zarándok phantast comicai didactius módon Budapesten, Fóton, Péczelen, Maglódon, életének hatvanhetedik évében, kinek symboluma: Leben und Beleben. Egy füst alatt kísérletek folyó és kötött beszédben 1797–1851. Képlaki által. Szerkeszté és közli Szemere Pál. Pest, 1851 (Nem került forgalomba; csak néhány példány létezik belőle)
10. Erdei lak mint dalverseny, és Petőfi Sándor. Szemere Pál «Tandithyramb és dalverseny» című. munkájából közli Halász Dezső. Ugyanott, 1860 (Ezt megelőzi: «Erdei lak és dalverseny» cím alatt három költemény Tompa Mihálytól, Kerényi Frigyestől és Petőfi Sándortól. Végén: «Tandithyramb» kiadása azon részvéttől függ, melyben ezen mutatvány ív részesül)
11. Körner Tivadar, Zrinyi. Szomorújáték. Ford. Hozzá Körner Zrinyijéről. Bírálat. Írta: Kölcsey Ferenc, Bpest, 1879 (Olcsó Könyvtár 64. sz. 1818-ban fordította; egy úri társaság elő is adta a német színházban. Megjelent az Élet és Literatura I. kötetében 1826. Uo. Kölcsey bírálata is. Előadták Miskolcon, 1830. ápr. 3., Egerben ápr. 15., Székesfejérvárt 1833. szept. 1., Budán szept. 23., 1834. szept. 6., 1837. márc. 13., Debrecenben 1835. dec. 12., Pesten a Nemzeti Szinházban 1837. okt. 14. dec. 19.)
12. Szemere Pál munkái. Születése százados emlékünnepének alkalmából közrebocsátja a Kisfaludy-Társaság. Szerkeszti Szvorényi József. (Budapest, 1890, 3 kötet)

- Kiadta és szerkesztette Kölcseyvel az Élet és Literatura című folyóiratot 1826–27-ben két kötet 10 részben és ennek új kötetét, a Muzariont 1833-ban, majd az Aurorát 1834 és 1835-ben, Pesten.
- Levelei Kazinczyhoz 1809-től (Kazinczy Ferenc levelezése VI–XVIII. kötet); a M. Szemle (1903. 243. l.) közli Egressy Gáborhoz írt levelét.
- Kiadta Kölcsey Ferenc munkáit (Pest, 1832. I. kötet; több nem jelent meg) és szerkesztette ugyancsak Kölcsey Ferenc összes műveit báró Eötvös Józseffel és Szalay Lászlóval (Pest, 1840–48. 6 kötet).
- Kéziratai «Szemere-Tár» című 36 kötetben a budapesti református egyház könyvtárában vannak.